# Левашёв, Александр Александрович
 Александр Александрович Левашев  (28 июля [9 августа] 1857 — 5 апреля 1936 года, Ницца) — русский военный деятель, генерал-лейтенант.

## Биография
Из дворян Тульской губернии. Сын коллежского советника Александра Ивановича и Людмилы Александровны (урождённой Щелиной). Окончил Николаевское кавалерийское училище. С 1876 года воспитывался в школе и 16 апреля 1878 года из эстандарт-юнкеров произведён в корнеты Кавалергардского полка.
В 1880 году откомандирован в 1-ю батарею гвардейской конно-артиллерийской бригады для обучения артиллерийскому делу. С 12 сентября 1883 года по 21 сентября 1885 года состоял в командировке в кадре № 1 гвардейского кавалерийского запаса, где он был помощником начальника 1-го отделения и казначеем. В 1885 году произведён в поручики, в 1888 году в штабс-ротмистры и прикомандирован на год к тому же кадру.
С 8 апреля 1890 года по 2 июня 1891 года был заведующим охотничьей командой. С 1 октября 1891 года по 15 августа 1893 года командирован в Офицерскую кавалерийскую школу. В 1892 году произведён в ротмистры. 21 марта 1894 года назначен адъютантом к командиру корпуса жандармов, с зачислением по гвардейской кавалерии.
2 декабря 1896 года зачислен в запас гвардейской кавалерии. 2 октября 1897 года назначен состоять в распоряжении шефа жандармов. 6 декабря 1899 года произведен в полковники. 2 июня 1904 года назначен комендантом 14-го военно-санитарного поезда княгини Юсуповой. В апреле 1905 года назначен в распоряжение командующего 3-й Манчжурской армии.
Участвовал в нескольких рекогносцировках против японцев. В сентябре 1905 года выехал из армии обратно в Санкт-Петербург, где вновь назначен в распоряжение шефа жандармов. 21 ноября 1906 года назначен исполняющим должность генерала для особых поручений при министре внутренних дел и 6 декабря 1906 года произведён в генерал-майоры, с утверждением в занимаемой должности.
31 мая 1913 года произведён в генерал-лейтенанты. С 7 февраля 1915 года состоял в резерве чинов при штабе Киевского военного округа. После революции жил в эмиграции во Франции, на Ривьере в Вильфранш-сюр-Мер (департамент Приморские Альпы). Умер в Ницце. Похоронен на кладбище Кокад.

## Награды
- орден Святого Станислава 3-й степени (1893)
- орден Святой Анны 3-й степени (1895)
- орден Святого Станислава 2-й степени (1905).
- орден Святой Анны 2-й степени (1905) с мечами (ВП 04.01.1908).
- орден Святого Владимира 3-й степени (1912).